# Silver Snag Lake
Silver Snag Lake är en sjö i Kanada.   Den ligger i provinsen British Columbia, i den sydvästra delen av landet, 3 700 km väster om huvudstaden Ottawa. Silver Snag Lake ligger 860 meter över havet.
I omgivningarna runt Silver Snag Lake växer i huvudsak barrskog. Runt Silver Snag Lake är det mycket glesbefolkat, med 3 invånare per kvadratkilometer.